# Лангенхорст (Фельберт)
Лангенхорст — це район міста Велберт, який спочатку був заснований як невелике поселення за межами центральної частини міста

## Географія
Лангенхорст є найпівнічнішим районом Фельберта та розташований у центрі історичного району Клайнумштанд .

## Сусідні райони
Західна та південна межі міських районів Фельберта — Лозенбург, Нордштад, Нордпарк та Хефель — прилеглі один до одного, в той час як на півночі розташована міська територія Ессена. 

## Історія
Історично Лангенгорст знаходився не в Обербергішовській землі, а на території Верденського абатства. Назва Лангенхорст походить від верхньої ферми, що належить монастирю Верден (974/983 у Лангенхорсті), розташованої на просторій вершині пагорба між Розентальским потоком та Геспербахом. Він був куплений містом Фельберт до того, як Гоншафт Кляйнумстанд був зареєстрований у 1930 році з великими земельними володіннями та знесений у 1970-х роках. На його основі був створений сьогоднішній район Лангенхорст. Після приєднання до Фельберта відбувся швидкий розвиток поселення. З ініціативи «батька-поселенця» Ніколауса Елена були розроблені плани створення поселення самодопомоги. З 1934 року планування, прийняте націонал-соціалістами, було реалізовано, і в 1936 році перші поселенці змогли переїхати до свого будинку. Лише через кілька днів після закінчення війни Ніколаус Елен знову скликав поселенців, щоб розпочати другий етап будівництва. Сьогодні Лангенхорст із приблизно 1748 мешканцями утворює центральний район у районі Клайнумштанд. У 1980-х роках були відкриті перші дві ділянки федеральної траси 44 між Хейліґенхаус-Геттершайдт і Фельберт-Лангенберг. Ландшафт на південній околиці поселення докорінно змінився з будівництвом вузла Лангенхорстер і виходу Фельберт-Норд. У той час як федеральна магістраль 535 від Вупперталя була з'єднана на розв'язці Лангенхорстер (сьогодні AK Velbert-Nord), розширення федеральної магістралі 224 у швидкісну магістраль, яке планувалося до 1970-х років, не було здійснено.

## Інфраструктура

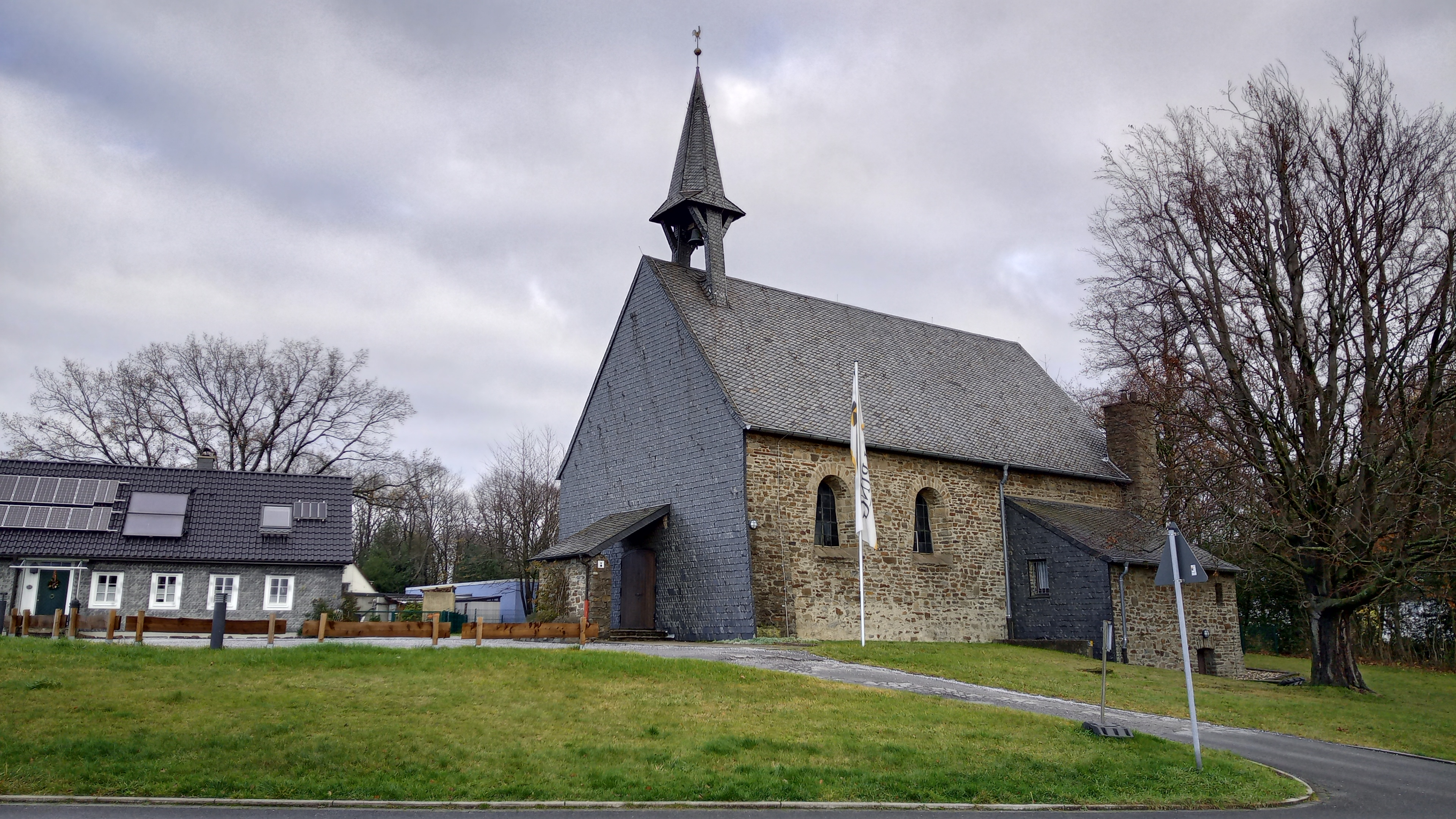
Святого Миколая на Nikolaus-Ehlen-Straße

У центральній частині навколо католицької каплиці Святого Миколая, побудованої в 1954 році, знаходяться дитячі садки, будинок громади переселенців і ресторани. Місцевий автобус Вельберт № 4 обслуговує район Лангенхорст.